# Orthoceras novae-zeelandiae
Orthoceras novae-zeelandiae là một loài thực vật có hoa trong họ Lan. Loài này được (A.Rich.) M.A.Clem., D.L.Jones & Molloy mô tả khoa học đầu tiên năm 1989.